# Nuno Guimarães
Nuno Guimarães (Lourenço Marques, 1960 - Vilnius, 30 de abril de 2013) foi  um escritor moçambicano.

## Biografia
Nasceu na cidade de Lourenço Marques, agora Maputo, em 1960. Ainda jovem foi viver para a cidade do Porto onde acabou por se licenciar em Engenharia Civil. Na cidade do Porto esteve ligado a alguns projectos culturais. Colaborou pontualmente com o jornal Primeiro de Janeiro e teve um programa sobre basquetebol na Rádio Clube de Matosinhos. Esta foi a modalidade desportiva à qual dedicou muitos anos da sua vida, quer como jogador (Académico Futebol Clube), quer como treinador (Académico Futebol Clube, Leça Futebol Clube e Clube Independente de Basquetebol).
“ Encontros, Desencontros e Contradições”, um livro de poesia em edição de autor, publicado em 1998, foi a sua primeira aventura na escrita.
A partir de 2003 passa a viver na Lituânia e em 2006 abandona a engenharia, para abraçar uma carreira cultural. Desde esse ano é leitor de Português na Universidade de Vilnius. Mais tarde, em 2008 passa a exercer idênticas funções na Universidade de Vytautas Magnus, em Kaunas. Foi também no ano de 2006 que assumiu a assessoria cultural da Embaixada de Portugal em Vilnius, desenvolvendo desde esse ano intensa actividade na divulgação da cultura portuguesa.
A distância de Portugal levou Nuno Guimarães a escrever cada vez mais, apresentando a sua poesia sinais de uma imensa saudade, intensos conflitos de alma, e as vivências resultantes de viagens, com constantes “partidas” e “chegadas”
Depois de um grande interregno de publicações, em novembro de 2009 surge o livro “ rio que corre indiferente” (Temas Originais). Também neste ano de 2009 foi convidado a representar Portugal no Festival Internacional de Poesia da Primavera, na Lituânia. Este Festival produziu uma antologia, “Poezijos Pavasaris 2010”, com 176 poemas de vários autores da Lituânia e um autor de cada um dos seguintes países: Rússia, Síria, Geórgia, Polónia, Letónia, República Checa e Portugal, com três poemas de Nuno Guimarães traduzidos para lituano.
Em março de 2010 publica o livro “ chei(r)os de palavras” (World Art Friends).
Em novembro de 2010 é publicado o primeiro livro de poesia bilingue Português – Lituano, da história da literatura dos dois países. Com o título “vieniš(um)as - solidão “ (Naujoji Romuva), este livro resulta de um projecto desenvolvido com duas alunas de Português, Giedrė Šadeikaitė e Irma Vitukynaitė, que interpretaram e traduziram 30 poemas para lituano.
Nuno Guimarães é também o responsável pelo projecto “Poezijos Signalai”, iniciado em 2010 na Lituânia e que consiste na realização de tertúlias de poesia com o objectivo de divulgar a poesia dos dois países, havendo já um número de poetas portugueses e lituanos com poemas traduzidos nas duas línguas. Este projecto produziu o seu primeiro resultado com a publicação em 2012 de uma colectânea composta por 38 poetas, 14 portugueses, 1 moçambicano e 23 lituanos (editora Naujoji Romuva)
No inicio do ano de 2011, começou a desenvolver um conjunto de poemas ilustrativos de um grupo de esculturas da Escultora Maria Leal da Costa, que terminou na elaboração do livro "Voar", onde os poemas acompanhavam as esculturas fotografadas por João Frazão. Este livro escrito em três línguas (Português/Inglês/Lituano), foi apresentado em Março de 2012 na Bélgica. Em Portugal, o livro foi aprsentado em Julho,e em Vilnius, em Setembro.
Em junho de 2011, foi lançado o livro "por eu me lembrar de ti". O autor realizou apresentações nas cidades de Braga, Vila do Conde, Porto e Lisboa. Um livro cheio de emoção, que prende o leitor a um conjunto de poemas, que são uma verdadeira declaração de amor à mulher amada.
Nuno Guimarães tem sido o grande impulsionador da divulgação da música portuguesa na Lituânia. Com ele, fadistas como Joana Amendoeira, Cristina Branco, Célia Leiria, Hélder Moutinho, Ricardo Parreira e Marco Oliveira ou ainda Mário Lajinha e Maria João, na área do jazz, tiveram a possibilidade de divulgar o seu trabalho naquele país báltico.
Recordando as suas origens, Nuno Guimarães, durante o ano de 2012, foi responsável pela realização de uma série de actividades culturais com os países de língua portuguesa. Realizou a semana africana, que incluiu a exposição "Africanidades" da artista plástica Rosa Vaz, apresentação de diversos filmes de autores africanos, a exposição "Moçambique: pessoas e retratos" do fotógrafo Ismael Miquidade, uma conferência com as presenças da arquitecta Ana Vaz Milheiro e com Delmar Gonçalves (Presidente da Associação de Escritores Moçambicanos em Lisboa) e uma tertúlia poética de leitura de poemasde autores africanos.
2012 foi um ano de desafios. Em janeiro deste ano, apresentou em Portugal o livro de poesia de Diana Jablonskaja, um nova escritora lituana, intitulado "Nemigos/Insónias". Um livro bilingue, lituano-português, onde teve a sua participação como tradutor. A sessão de aprsentação contou com a presença da autora.
Em julho de 2012 foi lançado em Portugal o mais recente livro de Nuno Guimarães "por eu me lembrar da morte". Segundo o autor, esta obra constitui o encerrar de um ciclo de vida e de poesia. A morte, um tema que o persegue e que ocupa tantas vezes o seu pensar. Mais uma vez, Nuno Guimarães, conta neste livro com a colaboração do pintor Paulo Themudo na elaboração da capa. Este último livro "por eu me lembrar da Morte" acaba por ser a segunda parte dum projecto pensado para ser um livro único com o título "poemas de amor e morte". Esse projecto foi então subdividido em dois trabalhos, o "por eu lembrar de ti" publicado em 2011 e este apresentado em 2012. Para o autor, o amor e a morte coabitam em si numa dicotomia e alternância quase doentia. Será possível haver o meio-termo? "Quando não amamos, provavelmente morremos..." opina o poeta. E depois de se debruçar sobre o amor, Nuno Guimarães descreve-nos agora a morte, em todas as variantes, sofridas ou não, mas que, lida na sua poesia, não nos deixará indiferentes. Como descreve no início do seu livro, e numa definição perfeita daquilo que este seu projecto contempla que agora se conclui, "o fim do aMOR é o começo da MORte"
Em dezembro de 2012 representou Portugal num festival internacional de poesia realizado em Panavezys.
Em 2010, foi agraciado pelo Presidente da Câmara Municipal de Vilnius, com o diploma de bons serviços pela sua actividade na área cultural.
Nuno Guimarães é também desde 2011 Sócio Honorário do Círculo de Escritores Moçambicanos na Diáspora e seu representante para os Países Bálticos.
Em 2012, foi nomeado Embaixador da República de Uzupis (Vilnius/Lituânia) para o Porto/Portugal e Moçambique.
Também em 2012, em novembro, foi eleito presidente da ACAPL (Associação Cultural e Artistica Portugal-Lituânia, organização criada para promover e divulgar a cultura dos dois países.

## Obras
- encontros, desencontros e ...contradições (1998), Edição de Autor
- rio que corre indiferentes (2009), Editora Temas Originais
- chei(r)os de palavras (2010), World Art Friends
- solidão/vienis(um)as (2010), Editora Naujoji Romuva, Vilnius - Bilingue Português/Lituano
- por eu me lembrar de ti (2011), World Art Friends
- Voar/Fly/Skristi (2011), Editora Orfeu Bruxelas - livro em 3 línguas Português/Inglês/Lituano (livro em co-autoria com Maria Leal da Costa e João Frazão)
- por eu me lembrar da Morte (2012), World Art Friends